# Kenan Evren
Kenan Evren (17. července 1917, Alaşehir, Osmanská říše – 9. května 2015, Ankara) byl vůdce vojenské junty a pozdější prezident Turecka. V čele země stál v letech 1980–1989.
Dne 18. června 2014 byl uznán vinným z přípravy a provedení vojenského převratu v roce 1980 a ve věku 96 let odsouzen k doživotnímu trestu. Stejný trest byl vynesen také v případě někdejšího velitele letectva, tehdy 89letého Tahsina Şahinkaye (1925–2015). Kromě potlačování politických svobod byla oběma mužům připisována vina na popravách, mučení a mizení lidí.
Trestní stíhání Evrena, který sledoval soudní proces z nemocničního lůžka, umožnily ústavní dodatky o zrušení doživotní imunity, schválené v referendu v roce 2011. Rozsudek byl považován za symbolický, protože kvůli zdravotnímu stavu obou mužů bylo nepravděpodobné, že by nastoupili do výkonu trestu. Oba nicméně podali stížnost k Ústavnímu soudu, podle níž byla během procesu porušena jejich práva.
V 80. letech byl přitom Evren ve své zemi vnímán řadou lidí jako hrdina, protože vojenský převrat zastavil boje mezi levicovými a pravicovými skupinami.